# Necrópolis del monte Areo
La necrópolis del monte Areo es un yacimiento arqueológico situado entre los concejos de Carreño y Gijón (Principado de Asturias, España). Se encuentra en una pequeña sierra próxima a la costa, el monte Areo, que no supera los 300 metros de altitud. Durante la Prehistoria, los restos de actividades humanas allí ubicados formaron parte de una necrópolis, es decir, un lugar dedicado a múltiples enterramientos. En un eje de poco más de cuatro kilómetros se reunían varios grupos de tumbas, cuyos restos son localizables tanto al norte como al sur de la sierra. Los enterramientos probablemente pertenecían a comunidades humanas diferentes, cada una de las cuales vivía y se aprovechaba de los recursos disponibles en un territorio concreto.

## Descripción del entorno
Desde el punto de vista físico, el monte Areo se erige como el accidente orográfico más acusado de la región de Peñas. Se extiende desde el río Tabaza hasta el comienzo de la ría de Aboño, abarcando una longitud de siete kilómetros. Se trata de un relieve estrecho y alargado que en dirección oeste suroeste-noreste este se extiende por los concejos de Careño —especialmente— y Gijón, finalizando al noreste en la Campa Torres y en aguas del mar Cantábrico. 
Actúa como una aparente barrera de separación entre las tierras de suave topografía de la región costera de Peñas —al norte— y la cuenca sedimentaria central asturiana —al sur—. Esta posición destacada permite que  la sierra se vea desde puntos diversos, ofreciéndose como una referencia espacial de primer orden. En su conformación son también determinantes su baja altitud y su aplanamiento —en realidad son viejas plataformas marinas—, dispuesto su lomo en dos escalones que se suceden en torno a los 150 metros y 250 metros de altitud. La elevación sobre las áreas bajas que domina es discreta —175 metros en el norte y 200 metros en el sur— pero suficiente para erigirse como un espléndido mirador, tanto hacia la región de Peñas como sobre extensos sectores de la cuenca central asturiana. 
Pese a esta situación de dominio, las tierras bajas están próximas y el tiempo de desplazamiento desde las mismas hasta las tumbas resulta breve. Esta última nota delata la perceptible cercanía entre el espacio vital y el funerario.

## Descripción de la necrópolis
El monte Areo fue, durante la Prehistoria reciente, un importante territorio funerario para las sociedades neolíticas instaladas en el segmento territorial que abarca la región de Peñas y parte de la cuenca central asturiana. 
Del uso funerario y ceremonial de este monte se identifican todavía una treintena de monumentos tumulares en distinto grado de conservación, si bien describiendo un ámbito monumental organizado en necrópolis de dos o tres de tales túmulos, localizado en las parroquias de El Valle y Guimarán, ambas en el concejo de Carreño. Globalmente la dispersión tumular se extiende en un eje de 4.300 metros desde el conjunto de El Llano —el más occidental— hasta los túmulos número XVIII y XIX —en el sector oriental—. 
Hasta el momento han sido analizadas y debidamente estudiadas en varias excavaciones arqueológicas cinco de esas arquitecturas que, en conjunto, ofrecen el panorama arqueológico más completo del fenómeno megalítico en el territorio asturiano. Gracias a dichas excavaciones se conoce bien la composición de dos conjuntos funerarios, que fueron denominados como Les Huelgues de San Pablo —en Guimarán— y El Llano —en El Valle—. 
Del análisis de los monumentos y de sus contenidos instrumentales —ofrendas mortuorias— podemos inferir conductas distintas que acaso señalen también tiempos diferentes en el uso funerario del monte. En tal supuesto, los monumentos de Les Huelgues de San Pablo podrían corresponder a un momento más antiguo o arcaizante que los erigidos en El Llano. 
Tanto la información arqueológica con sus sistemas propios de aproximación cronológica, como la proveniente del método del carbono-14, permite afirmar que, al menos, el tiempo de vigencia de la necrópolis del monte Areo, en El Llano y Les Huelgues de San Pablo, se establece entre los últimos siglos del cuarto y comienzos del tercer milenio antes de Cristo.

## Tipología de los monumentos
Los monumentos investigados procuran una curiosa variedad tipológica que se ajusta a la aceptación de la diversidad y riqueza formal en arquitecturas y procedimientos rituales integrantes del mundo funerario neolítico. Las formas reconocidas se pueden ordenar sumariamente: 
1. Dólmenes típicos simples de túmulo bien construido, recubierto por una coraza pétrea y acogiendo en su interior cámaras cuadrangulares, cerradas, de cubierta monolítica.
2. Dólmenes de vestíbulo y cámara alta, con una altura interior del ámbito específicamente sepulcral, próxima a los dos metros.
3. Túmulos sin definición cameral precisa pero de considerable entidad monumental (hasta 20 metros de diámetro).

El conjunto de ofrenda que constituyen los ajuares funerarios —desde las hachas pulimentadas hasta las numerosas láminas de sílex, las puntas de flecha, o ciertos objetos de adorno o suntuarios en azabache o cristal de roca— expresa las directrices técnicas y culturales de las poblaciones neolíticas, así como fenómenos de gran interés como la selección-importación de manufacturas, formas remotas de comercio, etc.